# Gecoördineerde bocht
In de luchtvaart is een gecoördineerde bocht een bocht waarin de zijwaartse versnellingen, zoals die gevoeld worden in het vliegtuig, gelijk zijn aan nul.
Dit betekent dat een vliegtuig tijdens een bocht precies zo ver rolt dat de gevoelde versnelling recht naar beneden is ten opzichte van het vliegtuig. Om dit te bereiken moet in een gecoördineerde bocht zowel het rolroer, als het richtingsroer worden gebruikt. 

## De uitvoering

turn coördinator

Terwijl het rolroer wordt gebruikt om het vliegtuig te laten rollen, laat de piloot met het voetenstuur het toestel gieren. Deze gecombineerde uitvoering maakt de bocht "gecoördineerd".
De bocht wordt door de piloot in de cockpit gecontroleerd met behulp van de turn coördinator, deze geeft aan of een vliegtuig op de juiste wijze een bocht maakt.
Boven in het instrument is een vliegtuigsymbool zichtbaar, als het vliegtuig een "standard rate turn" maakt (360 graden van richting verandert in 2 minuten) staat de vleugeltip van het vliegtuigsymbool precies op het streepje (zie afbeelding).
Met de zwarte stip onder in het instrument (het zogenaamde "balletje") geeft de turn coördinator aan of de bocht  een gecoördineerde bocht is. Het vliegtuig "slipt" niet (het verder rechtdoor gaan, hoewel er al een bocht wordt genomen) of "schuift" niet (als de neus te ver naar binnen gaat voor de bocht). Het slippen of schuiven in de bocht kan gecorrigeerd worden door  'op de bal te trappen', roer te geven aan de kant waar de bal staat.

### Zweefvliegen
Bij zweefvliegen maakt men gebruik van een "piefje" om te controleren of het vliegtuig gecoördineerd vliegt. Het piefje is een draadje, doorgaans van wol, dat voor op de cockpit is geplakt om een indruk te geven van de luchtstroming over de cockpitkap. Als het zweefvliegtuig gecoördineerd vliegt, dan komt de stroming recht van voren. Staat het piefje schuin van voren, dan "slipt" of "schuift" het vliegtuig.